# Росс, Сэм
Сэм Росс (англ. Sam Ross (Samuel William Rosen); 1911—1998) — американский писатель и сценарист украинского происхождения.

## Биография
Сэмюэл Розен родился 10 марта 1911 года в Киеве. В 1913 году семья эмигрировала в США.
Учился в Северо-Западном университете в пригороде Чикаго. В 1934 году Росс получил диплом бакалавра журналистики и начал свою карьеру в качестве спортивного журналиста.
Во время Второй мировой войны, в 1943 году, был призван в армию США и служил на флоте до 1945 года. Вернувшись из армии, начал работать на радио. Свой первый роман опубликовал 1947 году, некоторые его произведения были переведены на французский язык в Чёрной серии издательства Галлимар. Много работал как сценарист в кино и на телевидении.
Умер 30 марта 1998 года в штате Вашингтон, США. В архиве Северо-Западного университета хранятся материалы, относящиеся к Сэму Россу.